# Särestads församling
Särestads församling är en församling i Skara-Barne kontrakt i Skara stift. Församlingen ligger i Grästorps kommun i Västra Götalands län och ingår i Grästorps pastorat. 

## Administrativ historik
Församlingen har medeltida ursprung. 
Församlingen var till 2002 moderförsamling i pastoratet Särestad, Bjärby, Håle, Täng och Flakeberg som från 1962 även omfattade församlingarna Flo, Ås och Sal. Församlingen införlivade 2002 Tängs, Håle, Flakebergs och Bjärby församlingar och ingår sedan dess i Grästorps pastorat.

## Kyrkor
- Flakebergs kyrka
- Håle-Tängs kyrka
- Särestad-Bjärby kyrka